# ФК Сейнт Джонстън
ФК Сейнт Джонстън е шотландски професионален футболен отбор от град Пърт. Отборът е основан през 1884 и играе домакинските си мачове на стадион Макдиърмид Парк, който разполага с капацитет от 10 456 места, всичките от които седящи. Основните клубни цветове са светлосиньото и бялото, а цветът за резервния екип е жълт. Отборът е 7 пъти шампион на Първа Дивизия, но нито веднъж на Шотландия. Има записани 3 участия в евротурнирите.

## Успехи
- Шотландска премиър лига:
  -  Бронзов медал (3): 1970/71, 1998/99, 2012/13
- Купа на Шотландия:
  -  Носител (2): 2013/14, 2020/21
- Първа дивизия:
  -  Шампион (7): 1923/24, 1959/60,
- Купа на Шотландската лига:
  -  Носител (1): 2020/21
  -  Финалист (2): 1969/70, 1998/99
- Купа на предизвикателството:
  -  Победител (1): 2007/08
  -  Финалист (1): 1996/97
- Утешителна купа на победителите:
  -  Победител (2): 1910/11, 1913/14
- Купа на Форфишър:
  -  Победител (4): 1992/93, 1998/99, 2003/04, 2006/07

## Български футболисти
- Пламен Крачунов: 2016 - (2 мача - 0 гола) (Премиършип)
- Димитър Митов: 2023/24 - (38 мача - 0 гола) (Премиършип)